# Live from Faraway Stables
Live from Faraway Stables è una raccolta del gruppo dei Silverchair. Si tratta di un cofanetto di 4 dischi (2 CD + 2 DVD), pubblicato dalla Eleven per il solo mercato australiano, ormai di difficile reperibilità.
Contiene in versione audio/video l'intero concerto tenuto al Civic Theatre di Newcastle il 19 aprile del 2003 immortalato da Chris Thompson.

## Tracce
CD/DVD 1
1. Overture – Act 1
2. After All These Years
3. World Upon Your Shoulders
4. Tuna In The Brine
5. Luv Your Life
6. Paint Pastel Princess
7. Petrol & Chlorine
8. Across The Night
9. Ana's Song
10. Miss You Love
11. Steam Will Rise

CD/DVD 2
1. Overture – Act 2
2. Emotion Sickness
3. Without You
4. Israel's Son
5. Black Tangled Heart
6. Do You Feel The Same
7. The Greatest View
8. The Door
9. Freak
10. Anthem For The Year 2000
11. One Way Mule
12. Asylum
13. The Lever

DVD Bonus Material
- Emotion Sickness - Live In Sao Paulo
- An Insight into Production
- Photo Gallery
- Sound Dolby Digital 5.1